# Abus de position dominante
L'abus de position dominante est une infraction prévue par le droit de la concurrence pour sanctionner une entreprise, en situation de domination à cause de son pouvoir de marché, qui profite de sa position pour s'émanciper des conditions que devrait lui imposer le marché. Le comportement d'une entreprise peut être sanctionné pour abus de position dominante sur le fondement de l'article 102 du traité sur le fonctionnement de l'Union européenne (TFUE) s'il affecte le commerce entre les États membres de l'Union européenne. Le contrôle de l'abus de position dominante fait partie des compétences d'exécution de la Commission européenne.

## Droit par système juridique

### Droit canadien
En droit canadien, l'abus de position dominante est un agissement anti-concurrentiel en vertu des articles 78 et 79 de la Loi sur la concurrence. L'article 78 de la loi définit quels sont les agissements anti-concurrentiels et l'article 79 permet d'obtenir une ordonnance d'interdiction.
« 78 (1) Pour l’application de l’article 79, agissement anti-concurrentiel s’entend notamment des agissements suivants :
- la compression, par un fournisseur intégré verticalement, de la marge bénéficiaire accessible à un client non intégré qui est en concurrence avec ce fournisseur, dans les cas où cette compression a pour but d’empêcher l’entrée ou la participation accrue du client dans un marché ou encore de faire obstacle à cette entrée ou à cette participation accrue ;
- l’acquisition par un fournisseur d’un client qui serait par ailleurs accessible à un concurrent du fournisseur, ou l’acquisition par un client d’un fournisseur qui serait par ailleurs accessible à un concurrent du client, dans le but d’empêcher ce concurrent d’entrer dans un marché, dans le but de faire obstacle à cette entrée ou encore dans le but de l’éliminer d’un marché ;
- la péréquation du fret en utilisant comme base l’établissement d’un concurrent dans le but d’empêcher son entrée dans un marché ou d’y faire obstacle ou encore de l’éliminer d’un marché ;
- l’utilisation sélective et temporaire de marques de combat destinées à mettre au pas ou à éliminer un concurrent ;
- la préemption d’installations ou de ressources rares nécessaires à un concurrent pour l’exploitation d’une entreprise, dans le but de retenir ces installations ou ces ressources hors d’un marché ;
- l’achat de produits dans le but d’empêcher l’érosion des structures de prix existantes ;
- l’adoption, pour des produits, de normes incompatibles avec les produits fabriqués par une autre personne et destinées à empêcher l’entrée de cette dernière dans un marché ou à l’éliminer d’un marché ;
- le fait d’inciter un fournisseur à ne vendre uniquement ou principalement qu’à certains clients, ou à ne pas vendre à un concurrent ou encore le fait d’exiger l’une ou l’autre de ces attitudes de la part de ce fournisseur, afin d’empêcher l’entrée ou la participation accrue d’un concurrent dans un marché ;
- le fait de vendre des articles à un prix inférieur au coût d’acquisition de ces articles dans le but de discipliner ou d’éliminer un concurrent. »

### Droit français
En France, la notion d'« abus de position dominante » a été introduite dans le Droit français le 2 juillet 1963. Selon l’article L.420-2 al 1 du Code de commerce, « Est prohibée, dans les conditions prévues à l'article L. 420-1, l'exploitation abusive par une entreprise ou un groupe d'entreprises d'une position dominante sur le marché intérieur ou une partie substantielle de celui-ci. Ces abus peuvent notamment consister en refus de vente, en ventes liées ou en conditions de vente discriminatoires ainsi que dans la rupture de relations commerciales établies, au seul motif que le partenaire refuse de se soumettre à des conditions commerciales injustifiées ».
Font partie de l'abus de position les prix prédateurs.

### Droit de l'Union européenne
Le droit de l'Union européenne en matière de concurrence est complété par des dispositions nationales prises par les États Membres de l'Union européenne qui assurent la sanction de l'abus de position dominante. Ainsi, en France, la sanction de l'abus de position dominante est prévue par l'article L. 420-2 du Code de commerce (Livre IV). L'atteinte à la concurrence n'est constituée que dans la mesure où une entreprise est en position dominante et qu'elle en abuse.

#### Description
La domination est une situation de fait (ancien article 82 CE, nouvel article 102 TFUE) qui est définie par la Cour de justice des Communautés européennes par un standard jurisprudentiel. Ce standard a été déterminé à l'origine dans la décision United Brands de 1978, reprise par celle d’Hoffmann - La Roche de 1979 : « la position dominante visée à l’article 82 du traité sur la Communauté européenne concerne la situation de puissance économique détenue par une entreprise qui lui donne le pouvoir de faire obstacle au maintien d'une concurrence effective sur le marché en cause, en lui fournissant la possibilité de comportements indépendants vis-à-vis de ses concurrents ».
Pour que le comportement fasse l’objet d’une sanction par une autorité de concurrence (ou par un juge), l’entreprise doit abuser de sa position. L’abus se caractérise par « les comportements d'une entreprise en position dominante qui sont de nature à influencer la structure du marché, où, à la suite précisément de la position de l'entreprise en question, le degré de concurrence est déjà affaibli, et qui ont pour effet de faire obstacle, par le recours à des moyens différents de ceux qui gouvernent la compétition normale des produits ou des services sur la base des prestations des opérateurs économiques, au maintien du degré de concurrence existant encore sur le marché ou au développement de cette concurrence » CJCE Hoffmann — La Roche de 1979.
Des exemples d'abus peuvent inclure refus de vendre, vente discriminatoire, prix prédateurs, remise fidélisante, et arrêt des rapports commerciaux pour un refus de conditions commerciales infondées.